# John L. Allen Jr.
John L. Allen Jr. (* 20. ledna 1965 Treviglio) je americký novinář a spisovatel, který působí jako redaktor katolického zpravodajského webu Crux, dříve provozovaného deníkem The Boston Globe a nyní financovaného nezávisle.
Předtím, než v roce 2014 přešel do deníku The Boston Globe, pracoval Allen 17 let v Římě jako vatikánský pozorovatel, kde se věnoval Svatému stolci a papeži pro National Catholic Reporter. Působil také jako starší vatikánský analytik pro CNN a podílel se na vysílání reportáží z konkláve v letech 2005 a 2013. Allen je stipendistou pro komunikaci a média v Institutu Word on Fire (česky Slovo v ohni), který založil biskup Robert Barron. Je autorem řady knih o katolické církvi. Napsal dvě biografie papeže Benedikta XVI.

## Životopis
Narodil se v roce 1965 a vyrůstal v Hays v Kansasu. V roce 1983 absolvoval kapucíny založenou střední školu Thomas More Prep-Marian. Na Fort Hays State University získal bakalářský titul v oboru filozofie a na Kansaské univerzitě (University of Kansas) magisterský titul v oboru religionistiky. Od roku 1993 do roku 1997 vyučoval žurnalistiku a dohlížel na studentské noviny The Knight na Notre Dame High School v Sherman Oaks v Kalifornii.
Během reportáže o smrti papeže Jana Pavla II. se často objevoval na CNN. Poté se stal hlavním vatikánským analytikem CNN. Pořádá také přednášky, v nichž diskutuje o vatikánské problematice a o svých nejnovějších dílech.
V roce 2014 Allen nastoupil na pozici zástupce šéfredaktora deníku The Boston Globe a podílel se na spuštění jeho webových stránek Crux. V roce 2016 Globe převedl vlastnictví webových stránek Crux a jejich duševního vlastnictví na Allena. Nyní funguje na základě příjmů z reklamy, syndikace a licencování a také podpory od mecenášů. Allen a jeho manželka Elise, která rovněž působí jako hlavní zpravodajka Cruxu, žijí v Římě.
Obdržel řadu čestných doktorátů od univerzit:
- 2011: Michael's College[6]
- 2015: Doktor humanitních věd, Lewis University (Romeoville, IL)[7]
- 2015: Michael's College (Colchester, VT)[8]
- 2016: Doktor humanitních věd, University of Dallas[9]

## Publikace

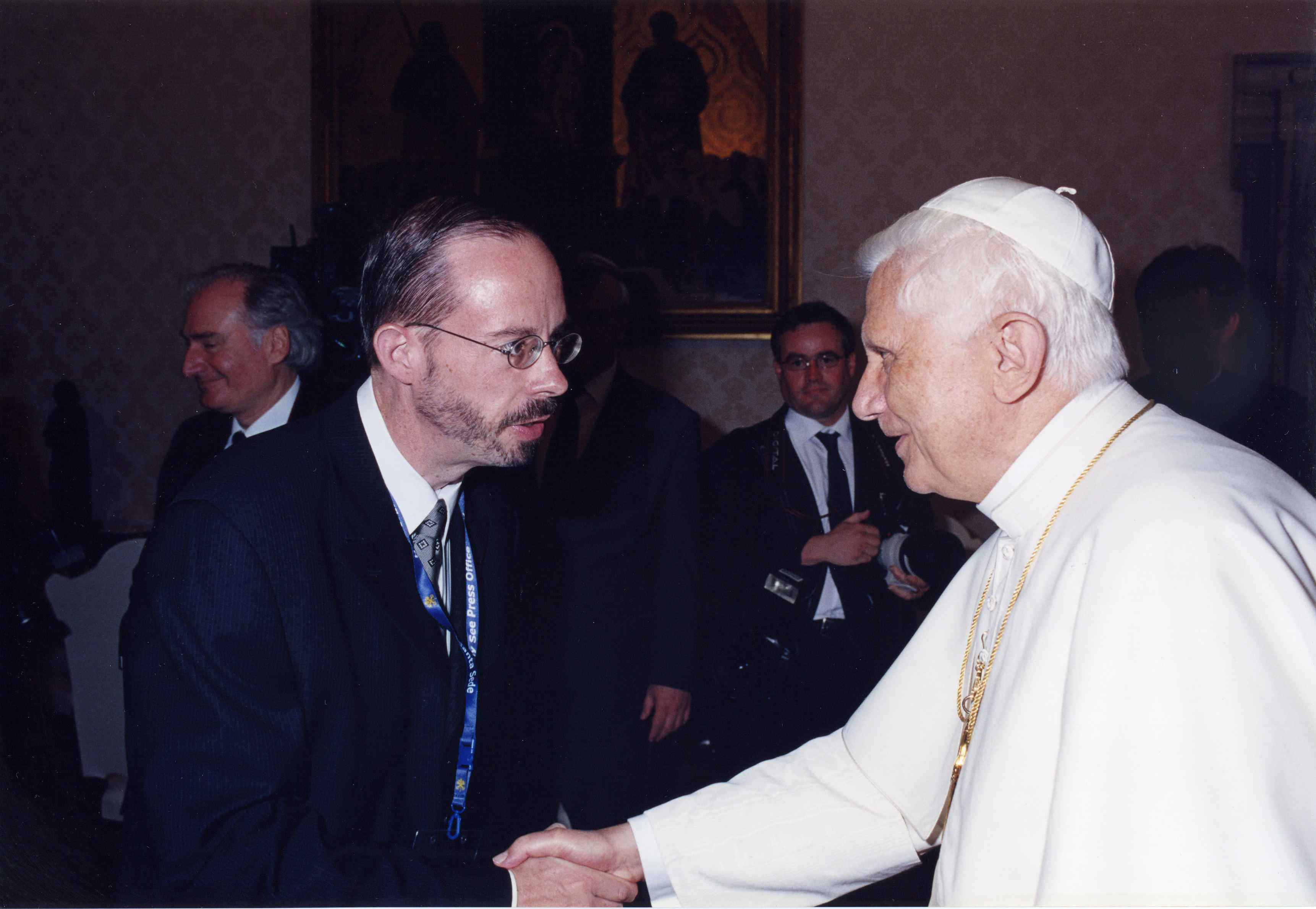
Allen s papežem Benediktem XVI.

Kromě tohoto sloupku a příležitostných článků pro National Catholic Reporter (NCR) se jeho novinářská práce objevila v The New York Times, The Washington Post, The Wall Street Journal, CNN, National Public Radio (NPR), The Tablet, Jesus, Second Opinion, The Nation, Miami Herald, Die Furche a Irish Examiner.
Allen je autorem několika knih. Je autorem dvou životopisů papeže Benedikta XVI. První napsal ještě předtím, než se tehdejší kardinál Joseph Ratzinger stal papežem, druhou po jeho zvolení papežem. V roce 2000 vydal Allen knihu Cardinal Ratzinger: The Vatican's Enforcer of the Faith. Několik recenzentů ji kritizovalo jako zaujatou vůči Ratzingerovi. V roce 2000 vyšla první Ratzingerova biografie v angličtině. Joseph Komonchak ji označil za „manichejskou žurnalistiku.“ Po určitém zkoumání Allen dospěl k závěru, že tato kritika je oprávněná. Ve své další Ratzingerově biografii The Rise of Benedict XVI: The Inside Story of How the Pope Was Elected and Where He Will Take the Catholic Church (2005) se Allen snažil být spravedlivý ke všem stranám a pohledům. Allen přiznal, že jeho první kniha byla „nevyvážená“, protože to byla jeho první kniha a byla napsána, jak napsal, „předtím, než jsem přijel do Říma a než jsem toho o univerzální církvi věděl opravdu hodně.“ V tomto přiznání uvedl, že první biografie „dává výrazný hlas kritice Ratzingera; nedává stejně výrazný hlas tomu, jak by některé z těchto otázek viděl on sám.“
V roce 2005 vydal knihu o Opus Dei s názvem: Opus Dei: An Objective Look Behind the Myths and Reality of the Most Controversial Force in the Catholic Church [Objektivní pohled na mýty a realitu nejkontroverznější síly v katolické církvi]. Allen uvedl, že jedním z důvodů, proč napsal studii o Opus Dei, byl jeho pocit, že liberální a konzervativní katolíci na sebe příliš často křičí, a doufal, že kniha, která se snaží být spravedlivá ke všem stranám, povede k civilizované diskusi. Podle Johna Romanowského z časopisu GodSpy byla Allenova schopnost podávat objektivní zprávy, aniž by odhalil svůj osobní názor, označena za „šílenou“.
Kenneth L. Woodward, bývalý náboženský redaktor časopisu Newsweek, v roce 2005 napsal: „Kromě severokorejské vlády v Pchjongjangu není pro novináře těžší prolomit žádnou byrokracii než tu vatikánskou. A nikdo to nedokáže lépe než John L. Allen Jr. ... Během pouhých tří let se Allen stal novinářem, na kterého se ostatní reportéři – a nemálo kardinálů – obracejí, aby se dozvěděli, jak všichni papežovi muži řídí největší církev na světě.“
Allen kritizoval způsob, jakým Vatikán informoval o rozhodnutí zrušit exkomunikaci biskupů Kněžského bratrstva svatého Pia X.

### Knihy
- Cardinal Ratzinger: The Vatican's Enforcer of the Faith. New York, NY: Continuum, 2000.
  - Reprinted in 2005 as Pope Benedict XVI: A Biography of Joseph Ratzinger.
- Conclave: The Politics, Personalities, and Process of the Next Papal Election. New York, NY: Image Books, 2002.
- All the Pope's Men: The Inside Story of How the Vatican Really Thinks. New York, NY: Image Books, 2004.
- The Rise of Benedict XVI: The Inside Story of How the Pope Was Elected and Where He Will Take the Catholic Church. New York, NY: Image Books, 2006.
- Opus Dei: An Objective Look Behind the Myths and Reality of the Most Controversial Force in the Catholic Church. New York, NY: Image Books, 2007.
- The Future Church: How Ten Trends are Revolutionizing the Catholic Church. New York, NY: Image Books, 2009.
- The Catholic Church: What Everyone Needs to Know. Oxford: Oxford University Press, 2013.
- The Global War on Christians: Dispatches from the Front Lines of Anti-Christian Persecution. New York, NY: Image Books, 2013.
- The Francis Miracle: Inside the Transformation of the Pope and the Church. New York, NY: TIME Books, 2015.
- Shahbaz Bhatti: Martyr of the Suffering Church. Collegeville, MN: Liturgical Press, 2017.
- Catholics and Contempt: How Catholic Media Fuel Today's Fights, and What to Do About It. Park Ridge, IL: Word on Fire Institute, 2023.

### Knižní rozhovory
- (s kardinálem Timothy Dolanem) A People of Hope: The Challenges Facing the Catholic Church and the Faith that Can Save It. New York, NY: Image Books, 2011.
- (s biskupem Robertem Barronem) To Light a Fire on the Earth: Proclaiming the Gospel in a Secular Age. New York, NY: Image Books, 2017.

### Brožury
- 10 Things Pope Benedict XVI Wants You to Know. Liguori, MO: Liguori Publications, 2007.
- Global Good News: Unseen Work of the Catholic Church. Liguori, MO: Liguori Publications, 2010.
- 10 Things Pope Francis Wants You to Know. Liguori, MO: Liguori Publications, 2013.
- Against the Tide: The Radical Leadership of Pope Francis. Liguori, MO: Liguori Publications, 2014.

### Online články/sloupky
- Články v Crux[nedostupný zdroj] – Archiv článků Johna Allena na téma: Všichni se zabývají katolickými záležitostmi (anglicky)
- Články v Boston Globe – Archiv sloupku Johna Allena v deníku Boston Globe (anglicky)
- All Things Catholic – Archiv sloupku Johna Allena v National Catholic Reporter (anglicky)